# Leptoperla membranosa
Leptoperla membranosa is een steenvlieg uit de familie Gripopterygidae. De wetenschappelijke naam van de soort is voor het eerst geldig gepubliceerd in 1988 door Theischinger.